# 夷丁突騎
夷丁突騎，是明朝吳三桂麾下的一支部隊。在夷丁突騎正式建立之前，吳三桂主要用袁崇煥的關寧鐵騎作戰。

## 歷史
據明朝計六奇《明季北略》記載，吳三桂部下有精兵四萬和遼民七、八萬，全都能耐久搏戰。而雄悍的夷丁突騎則有數千名，敵人見到他們總會逃走。「夷丁突騎」在早期是吳三桂的親衛軍，後期變成其出征軍隊，與袁崇煥的關寧鐵騎齊名。
明朝末年，李自成親自率領十萬大順軍進軍山海關。在大順軍猛烈的攻勢下，北翼城即將被李自成攻破。此時，吳三桂率領夷丁突騎支援才擋住了大順軍的攻勢。而吳三桂每遇戰事都會用二十支木籤寫下領軍將領的名稱，放在靴筒之中。當軍情緊急時就隨意挑選一支木籤。被抽中的將領要領兵出戰，通常能凱旋歸來。